# Bahnstrecke Seckach–Miltenberg
| |                                                                 |                                                        |                                       |
| Streckennummer (DB): | 4124 (Seckach–Landesgrenze) 5223 (Miltenberg West–Landesgrenze) |                                                        |                                       |
| Kursbuchstrecke (DB): | 784                                                             |                                                        |                                       |
| Kursbuchstrecke: | 321h (1946)                                                     |                                                        |                                       |
| Streckenlänge: | 42,5 km                                                         |                                                        |                                       |
| Spurweite: | 1435 mm (Normalspur)                                            |                                                        |                                       |
| Streckenklasse: | Seckach–Landesgrenze: CE Landesgrenze–Miltenberg West: C3       |                                                        |                                       |
| Maximale Neigung: | 23 ‰                                                            |                                                        |                                       |
| Minimaler Radius: | 200 m                                                           |                                                        |                                       |
| Streckengeschwindigkeit: | Miltenberg–Buchen: 80 km/h Buchen–Seckach: 50 km/h              |                                                        |                                       |
| Zugbeeinflussung: | PZB                                                             |                                                        |                                       |
| |                                                                 |                                                        |                                       |
| \| \| \| von Osterburken \| \| \| \| 0,000 \| Seckach \| 270 m \| \| \| \| nach Neckarelz \| \| \| \| 4,299 \| Bödigheim \| 302 m \| \| \| 5,500 \| Buchen Sansenhecken (Awanst) \| Buchen Sansenhecken (Awanst) \| \| \| 10,800 \| Buchen Ost \| 332 m \| \| \| 11,801 \| Buchen im Odenwald \| 343 m \| \| \| 14,210 \| Hainstadt (Baden) \| 375 m \| \| \| 19,314 \| Walldürn \| 409 m \| \| \| \| nach Hardheim \| \| \| \| 25,900 \| Gerolzahn \| 284 m \| \| \| 28,285 \| Rippberg \| 235 m \| \| \| 30,077 49,381 \| Landesgrenze Baden-Württemberg–Bayern \| Landesgrenze Baden-Württemberg–Bayern \| \| \| \| \| \| \| \| 47,600 \| Schneeberg im Odenwald (ehem. Schneeberg (b Amorbach)) \| 189 m \| \| \| \| \| \| \| \| 45,327 \| Amorbach \| 157 m \| \| \| 42,249 \| Weilbach in Unterfranken \| 144 m \| \| \| 39,500 \| Miltenberg-Breitendiel \| 134 m \| \| \| \| von Aschaffenburg Hbf \| \| \| \| \| \| \| \| \| 37,017 \| Miltenberg West (ehem. Miltenberg Gbf Stw Mf) \| 128 m \| \| \| \| \| \| \| \| \| nach Wertheim \| \| \| \| \| nach Miltenberg Hbf \| \| \| \| \| \| \| \| Quellen: [1][2] \| \| \| \| |                                                                 |                                                        |                                       |
| Strecke |                                                                 | von Osterburken                                        | von Osterburken                       |
| Bahnhof | 0,000                                                           | Seckach                                                | 270 m                                 |
| Abzweig geradeaus und nach links |                                                                 | nach Neckarelz                                         | nach Neckarelz                        |
| Bahnhof | 4,299                                                           | Bödigheim                                              | 302 m                                 |
| Blockstelle | 5,500                                                           | Buchen Sansenhecken (Awanst)                           | Buchen Sansenhecken (Awanst)          |
| Haltepunkt / Haltestelle | 10,800                                                          | Buchen Ost                                             | 332 m                                 |
| Bahnhof | 11,801                                                          | Buchen im Odenwald                                     | 343 m                                 |
| Haltepunkt / Haltestelle | 14,210                                                          | Hainstadt (Baden)                                      | 375 m                                 |
| Bahnhof | 19,314                                                          | Walldürn                                               | 409 m                                 |
| Abzweig geradeaus und ehemals nach rechts |                                                                 | nach Hardheim                                          | nach Hardheim                         |
| ehemaliger Haltepunkt / Haltestelle | 25,900                                                          | Gerolzahn                                              | 284 m                                 |
| Haltepunkt / Haltestelle | 28,285                                                          | Rippberg                                               | 235 m                                 |
| Grenze | 30,077 49,381                                                   | Landesgrenze Baden-Württemberg–Bayern                  | Landesgrenze Baden-Württemberg–Bayern |
| |                                                                 |                                                        |                                       |
| Haltepunkt / Haltestelle | 47,600                                                          | Schneeberg im Odenwald (ehem. Schneeberg (b Amorbach)) | 189 m                                 |
| |                                                                 |                                                        |                                       |
| Bahnhof | 45,327                                                          | Amorbach                                               | 157 m                                 |
| Haltepunkt / Haltestelle | 42,249                                                          | Weilbach in Unterfranken                               | 144 m                                 |
| Haltepunkt / Haltestelle | 39,500                                                          | Miltenberg-Breitendiel                                 | 134 m                                 |
| Abzweig geradeaus und von links |                                                                 | von Aschaffenburg Hbf                                  | von Aschaffenburg Hbf                 |
| |                                                                 |                                                        |                                       |
| Blockstelle | 37,017                                                          | Miltenberg West (ehem. Miltenberg Gbf Stw Mf)          | 128 m                                 |
| |                                                                 |                                                        |                                       |
| Abzweig ehemals geradeaus und nach links |                                                                 | nach Wertheim                                          | nach Wertheim                         |
| Strecke (außer Betrieb) |                                                                 | nach Miltenberg Hbf                                    | nach Miltenberg Hbf                   |
| |                                                                 |                                                        |                                       |
| Quellen: |                                                                 |                                                        |                                       |

Die Bahnstrecke Seckach–Miltenberg, auch als Madonnenlandbahn bezeichnet, ist eine eingleisige, nicht elektrifizierte Nebenbahn in Baden-Württemberg und Bayern. Sie verbindet Seckach mit Miltenberg. Im Reiseverkehr wird die Strecke von der Westfrankenbahn befahren, einer Tochtergesellschaft der Deutschen Bahn AG.
Der Name leitet sich vom Madonnenländchen ab, der auf einem Großteil der Strecke durchquerten Region in Nordbaden/Franken. Dazu gehören der Neckar-Odenwald-Kreis mit etwa 150.000 und der Landkreis Miltenberg mit 130.000 Einwohnern.
In Seckach zweigt die Linie von der Bahnstrecke Neckarelz–Osterburken ab und in Miltenberg von der Bahnstrecke Aschaffenburg–Miltenberg. In Seckach besteht Anschluss an die S-Bahn Rhein-Neckar, die in den Verkehrsverbund Rhein-Neckar (VRN) integriert ist.

## Geschichte

Bahnanlagen in Miltenberg

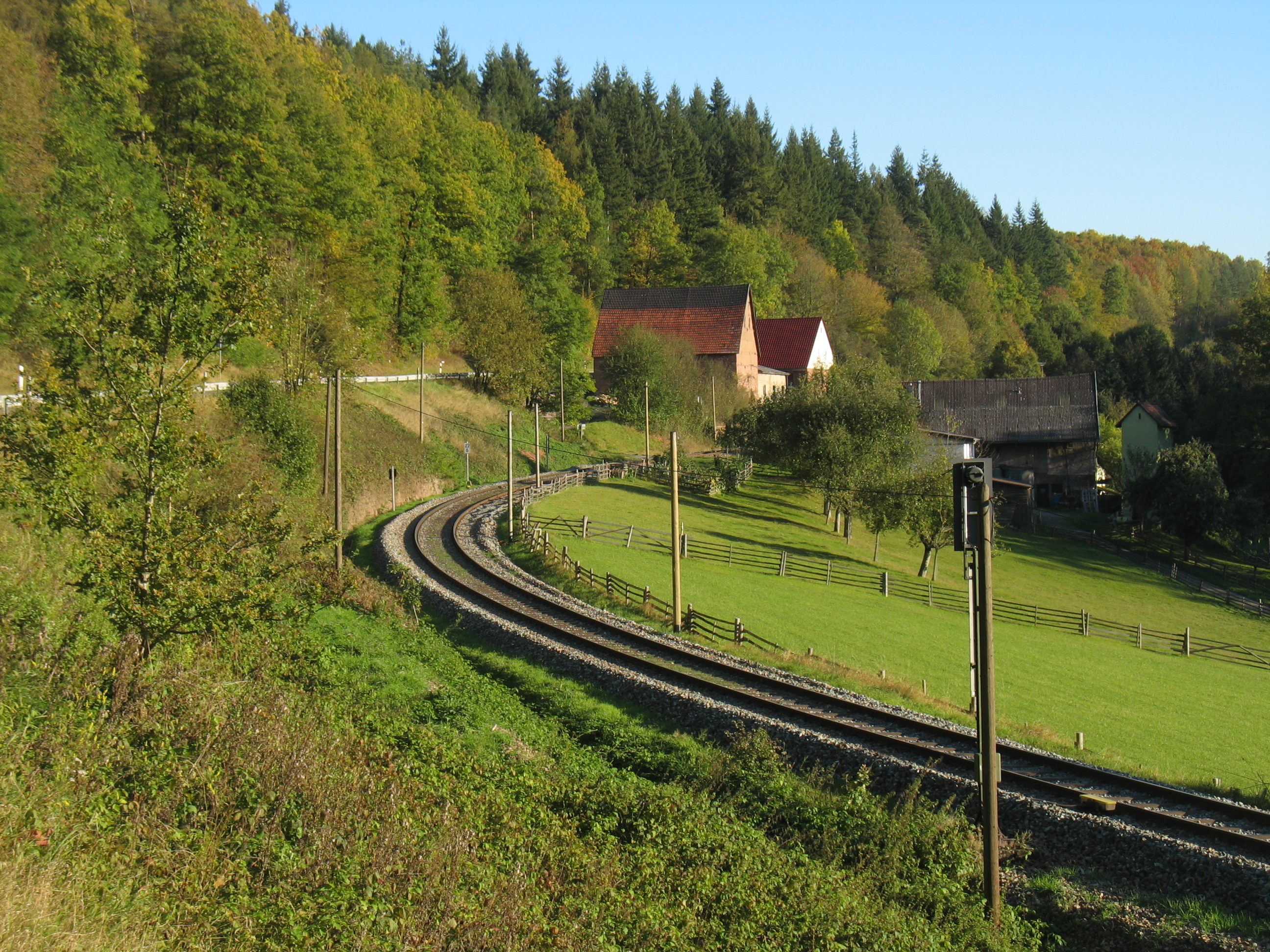
Blick Richtung Walldürn im Marsbachtal bei Streckenkilometer 22,7

Im Anschluss ihrer am 12. November 1876 fertiggestellten Bahnstrecke Aschaffenburg–Miltenberg bauten die Königlich Bayerischen Staats-Eisenbahnen bis zum 15. April 1880 die Strecke von der heutigen Abzweigstelle Miltenberg West weiter nach Amorbach und übernahmen dabei die Kilometrierung von Aschaffenburg aus.
Von Seckach aus errichtete die Großherzoglich Badischen Staatseisenbahnen ihrerseits eine Strecke in mehreren Abschnitten von 1887 bis 1899 (Walldürn-badisch/bayerische Grenze-Amorbach) mit eigener Kilometrierung von Seckach aus. Der Abschnitt Seckach-Walldürn wurde zuerst am 1. Dezember 1887 in Betrieb genommen.
Von 1911 bis 1999 bestand außerdem eine Zweigstrecke von Walldürn nach Hardheim. Jedoch wurde der Reiseverkehr auf dieser Strecke schon 1954 eingestellt.
Als Umleitungsroute hatte die Strecke im Rahmen der Landesverteidigung bis 1990 strategische Bedeutung, insbesondere für militärische Einrichtungen der Region. Die Ausweichanschlussstelle Buchen-Sansenhecken wird zur Holzverladung genutzt.
Die Bürgermeister der Region erhoffen sich von der Madonnenlandbahn eine weitere Verbesserung im sich langsam entwickelnden Regionaltourismus. Im Herbst 2007 wurde nach mehrmonatiger Streckensperrung durch die Westfrankenbahn die Strecke auf Zugleitbetrieb umgestellt; daneben soll die Strecke weiter ertüchtigt werden (z. B. Umbau der Gleisanlagen im Bahnhof Walldürn, Rückbau und technische Sicherung von Bahnübergängen, weitere Erhöhung der Geschwindigkeit etc.). 2017 wurde der Haltepunkt Rippberg barrierefrei ausgebaut, 2018 folgte der Bahnhof Walldürn. Die Westfrankenbahn strebte die Barrierefreiheit aller Bahnsteige bis Ende 2019 an. In Buchen wurden beide Bahnsteige 2021 barrierefrei ausgebaut. Als letzte Station wurde der Haltepunkt Hainstadt 2023 barrierefrei ausgebaut.

## Betrieb
Im Jahresfahrplan 2013 fuhr montags bis freitags jede Stunde je ein Zug pro Richtung, mit zusätzlichen Verstärkerzügen Morgens und Nachmittags. Einen einheitlichen Taktfahrplan gibt es allerdings nur an Wochenenden, wenn alle zwei Stunden gefahren wird. Seit 15. Dezember 2013 gibt es an Samstagen, Sonn- und Feiertagen Direktverbindungen von Seckach bzw. Walldürn nach Aschaffenburg Hbf und zurück. Es werden Dieseltriebwagen der Baureihe 642 eingesetzt. Sonn- und feiertags kann Walldürn (sowohl aus Richtung Aschaffenburg als auch aus Richtung Seckach) jeweils bis etwa 22:00 Uhr erreicht werden. Der Aufenthalt in Walldürn beträgt am Wochenende jetzt nur noch etwa zehn Minuten. Werktags hat die Mehrzahl der Züge in Walldürn einen Aufenthalt von 20 Minuten, teilweise mit bis zu 40 Minuten noch länger. Mit dem Fahrplanwechsel 2008/2009 wurde die Streckengeschwindigkeit auf 80 km/h erhöht. Seit Sommer 2009 ist die Strecke durchgehend mit vereinfachtem Zugfunk (VZF 95) ausgerüstet. Im Bahnhof Walldürn wurde für Holztransporte, deren Verladung momentan in Miltenberg und Sansenhecken stattfindet, ein Ladegleis errichtet.

## Zukunft
Im Zielfahrplan des Deutschland-Takts ist ein stündlicher Regionalexpress Mosbach–Seckach–Miltenberg–Lauda–Crailsheim vorgesehen. Zugkreuzungen sind zur vollen Stunde in Bödigheim und Miltenberg geplant, sodass ein Taktknoten mit Umsteigemöglichkeit zum Regionalexpress nach Frankfurt besteht.